# Acalypha setosa
Acalypha setosa é uma espécie de flor do gênero Acalypha, pertencente à família Euphorbiaceae.